# Microlaimus honestus
Microlaimus honestus är en rundmaskart som beskrevs av De Man 1922. Microlaimus honestus ingår i släktet Microlaimus och familjen Microlaimidae. Inga underarter finns listade i Catalogue of Life.